# Comté de Veldenz
1112–1444
Entités suivantes :
- Palatinat-Simmern-Deux-Ponts

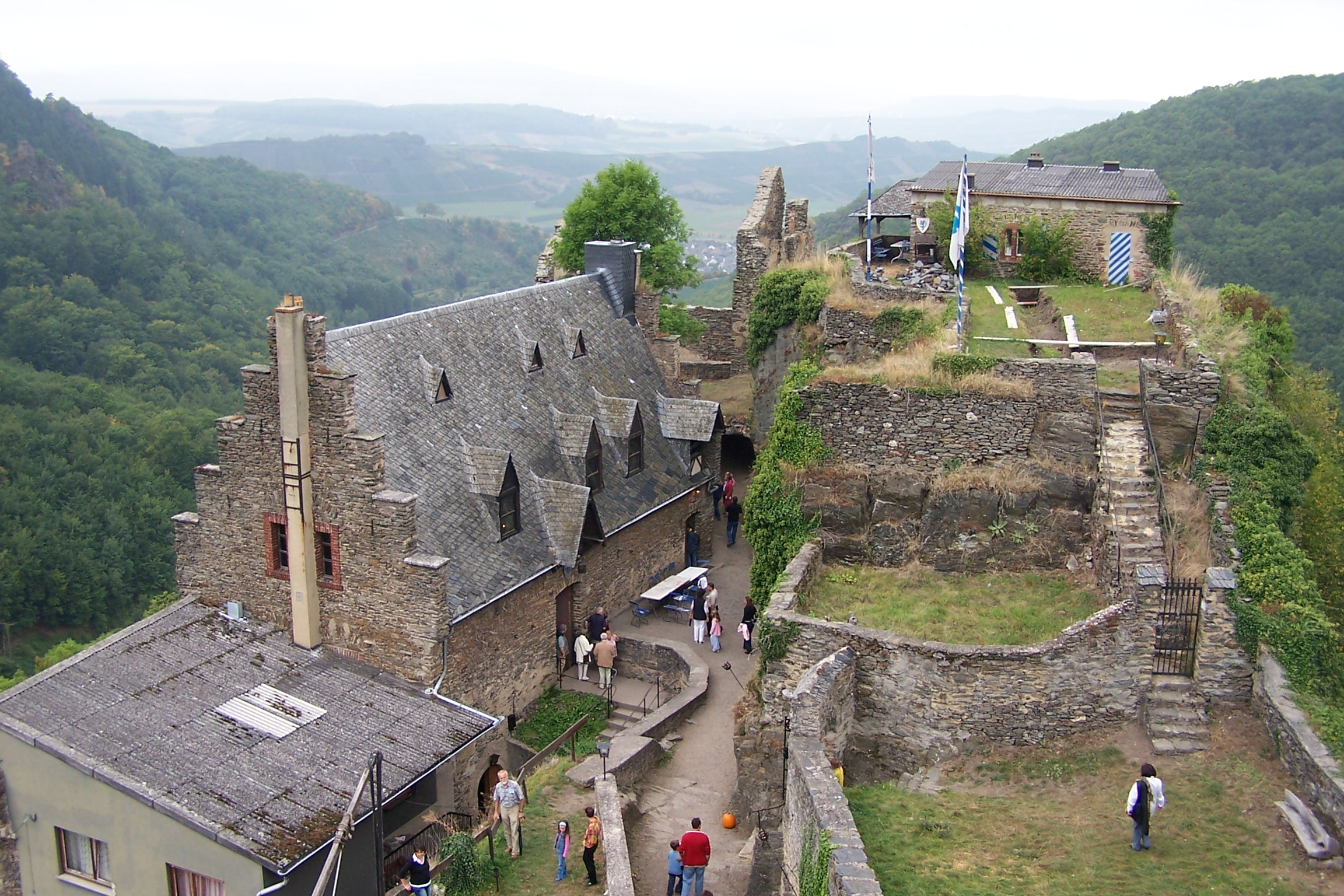
Château de Veldenz

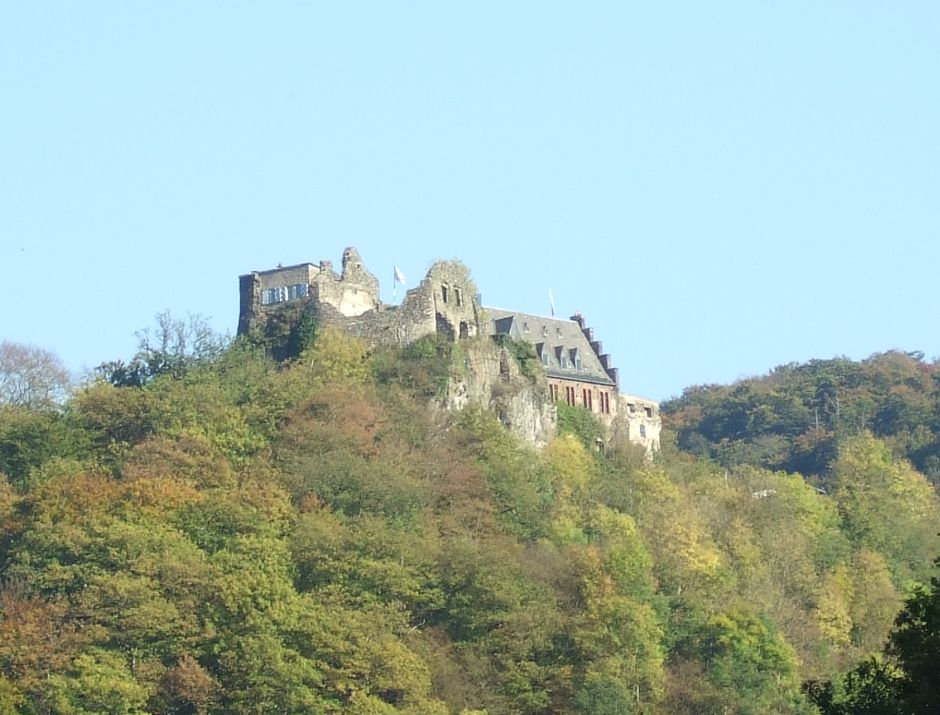
Château de Veldenz

Le comté de Veldenz était un comté situé d'une part entre Kaiserslautern, Sponheim et Deux-Ponts et d'autre part sur la Moselle proche de l'électorat de Trèves. Le comté tire son nom de la commune de Veldenz, et de son château.

## Histoire
Les comtes de Veldenz se séparent des comtes de Kyrbourg et de la famille Schmidburg en 1112. La ligne masculine directe de la première maison pris fin en 1260 avec la mort de Gerlach V de Veldenz et sa fille Agnès de Veldenz qui hérite du comté. Son mari Henri de Geroldseck devient le fondateur de la deuxième maison de comtes de Veldenz ou de la maison de Veldenz-Geroldseck (Hohengeroldseck).
En 1444, le comté passe sous l'autorité du comte Étienne de Palatinat-Simmern-Deux-Ponts par son mariage avec Anne de Veldenz, la seule héritière du comte Frédéric III de Veldenz.

## Comtes de Veldenz

### Maison de Veldenz
- 1112-1146 : Gerlach Ier
- 1146-1186 : Gerlach II
- 1186-1214 : Gerlach III
- 1214-1254 : Gerlach IV
- 1254-1260 : Gerlach V
- 1260-1277 : Agnès de Veldenz

### Maison de Veldenz-Geroldseck
- 1277-1298 : Henri de Geroldseck et Agnès de Veldenz
- 1298-1327 : Gautier
- 1327-1347 : Georges
- 1347-1378 : Henri II
- 1378-1396 : Frédéric II
- 1378-1389 : Henri III
- 1389-1393 : Henri IV
- 1393-1444 : Frédéric III